# Armavia
Armavia Airline Company Co. Ltd (in armeno: «Արմավիա» ավիաընկերություն» ՍՊԸ) era una compagnia aerea con sede a Erevan, in Armenia e con hub presso l'aeroporto di Yerevan-Zvartnots. Trasportava passeggeri tra Armenia, Europa e Medio Oriente.  Il 1º aprile 2013 ha dichiarato bancarotta, ed ha cessato le operazioni di volo.

## Storia
- 12 dicembre 1996 - creazione di Armavia.
- 6 novembre 1997 - inizio dei voli di linea di Armavia.
- 2001 - accordo di leasing operativo degli aerei Tupolev Tu-154B-2 con la Armenian Airlines e l'accordo di leasing operativo degli aerei Tupolev Tu-134 con la russa Černomor Avia di Šoci.
- 8 agosto 2001 - inizio di voli di linea sulla rotta Yerevan-Zvartnots - Mosca-Vnukovo e sulla rotta Yerevan-Zvartnots - Istanbul-Atatürk.[2]
- 2002 - un accordo di sviluppo strategico firmato con la russa S7 Airlines con l'acquisizione del pacchetto di 70% delle azioni di Armavia dalla russa S7 Group.[3]
- 15 ottobre 2002 - inizio di voli di linea sulla rotta Yerevan-Zvartnots - Mosca-Domodedovo.[4]
- 21 ottobre 2002 - il primo Airbus A320 arriva di Armavia arriva all'aeroporto di Yerevan-Zvartnots.[5]
- 15 aprile 2003 - tutti i voli di linea della statale Armenian Airlines passano alla Armavia in seguito della bancarotta della compagnia aerea di bandiera con il conseguente aumento delle operazioni di volo e rinforzo della flotta .[6]
- 11 maggio 2004 - Armavia diventa membro dell'IATA.[7]
- 14 giugno 2005 - la russa S7 Airlines ha venduto il suo pacchetto di 70% delle azioni di Armavia all'armena Mika Armenia Trading per 50 milioni USD. La compagnia aerea russa ha deciso la vendita delle azioni per il risanamento di circa 30 milioni USD di debiti accumulati nel corso del 2004.[8]
- 14 settembre 2007 - l'accordo di ordinazione di due aerei Sukhoi Superjet 100[9].
- 17 gennaio 2011 - la compagnia aerea armena ha annunciato di aver nominato il suo primo aereo Sukhoi Superjet 100 in memoria del primo cosmonauta sovietico Jurij Gagarin.[10]
- 3 gennaio 2013 - la compagnia aerea ingaggia l'attore francese Depardieu come testimonial pubblicitario.[11]
- 29 marzo 2013 la compagnia aerea ha comunicato la sospensione di tutti i voli di linea dal 1º aprile 2013 e l'inizio della procedura della bancarotta.[1]

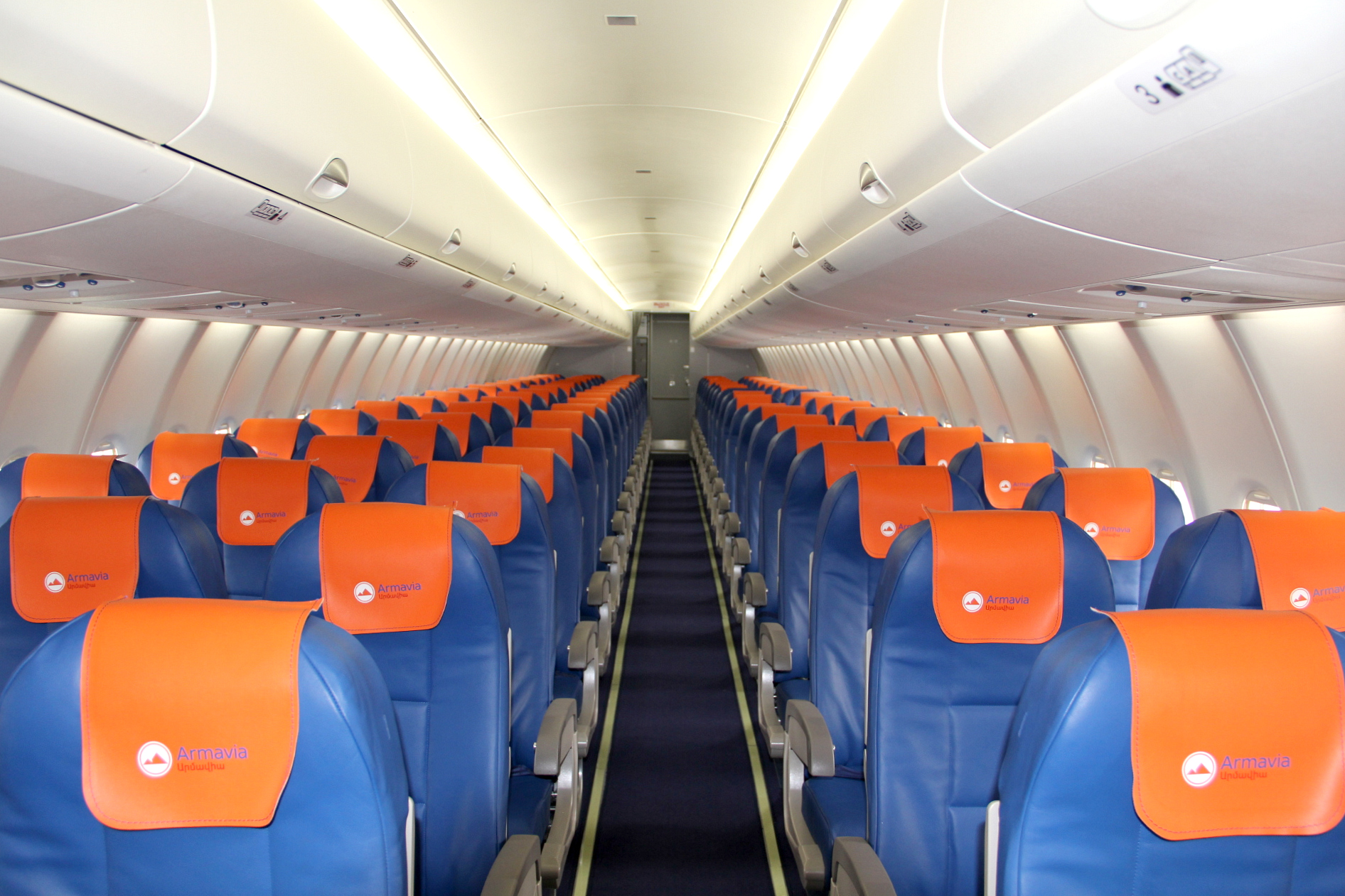
l'interno di uno degli aerei usati da Armavia

## Flotta

### Flotta al momento della chiusura

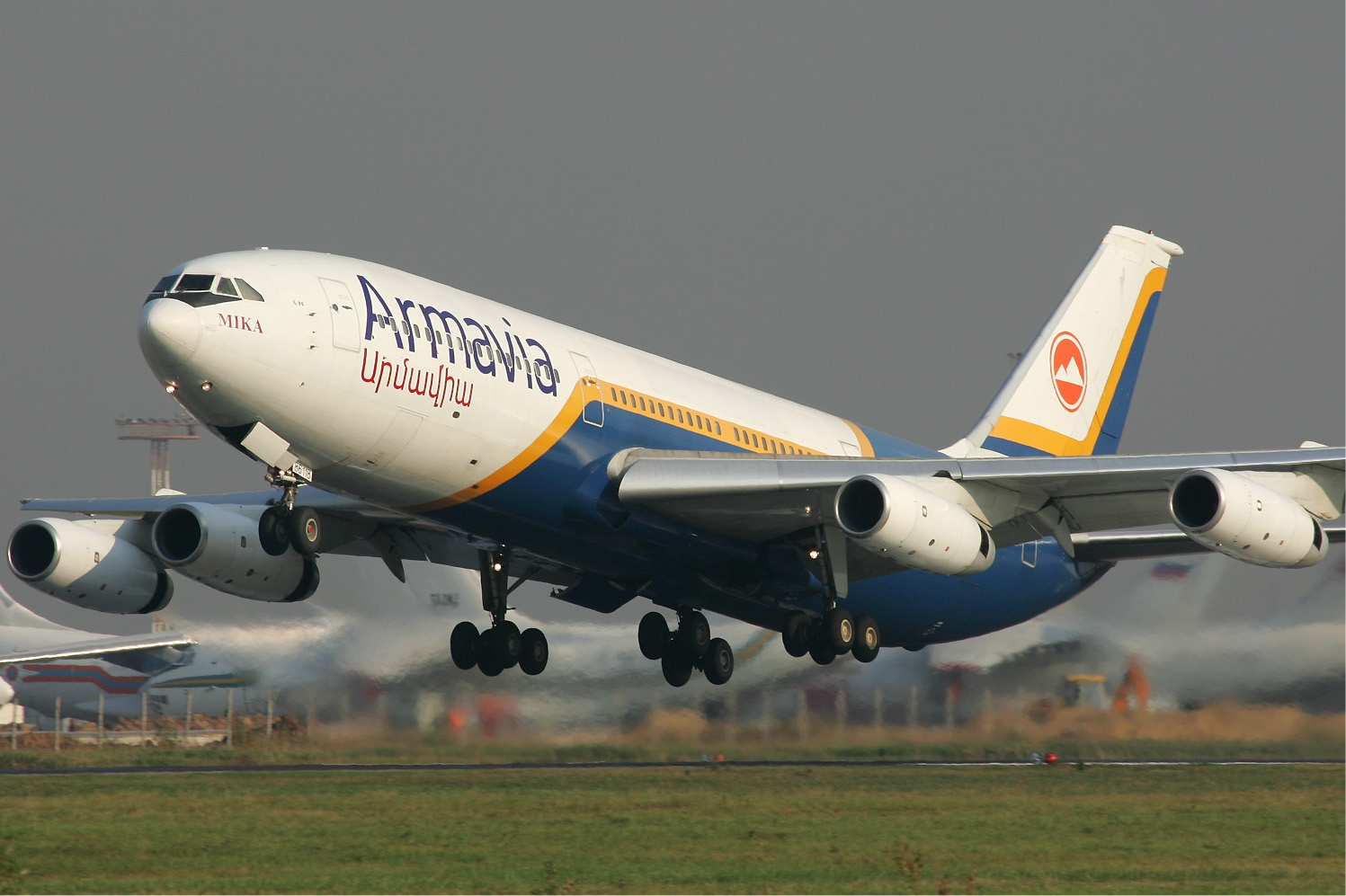
Ilyushin Il-86 nella livrea storica di Armavia.

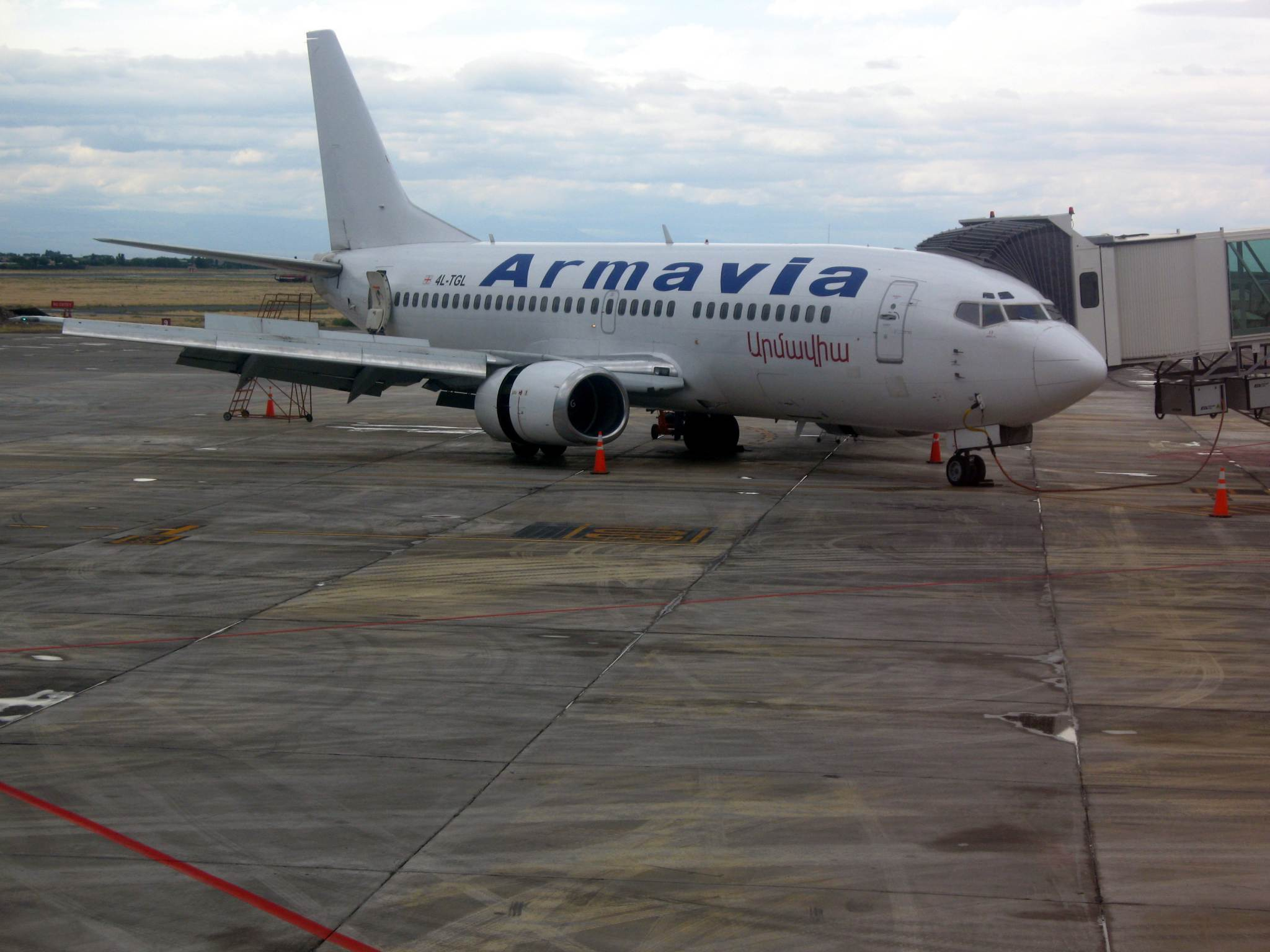
Boeing 737-300 nella livrea storica di Armavia.

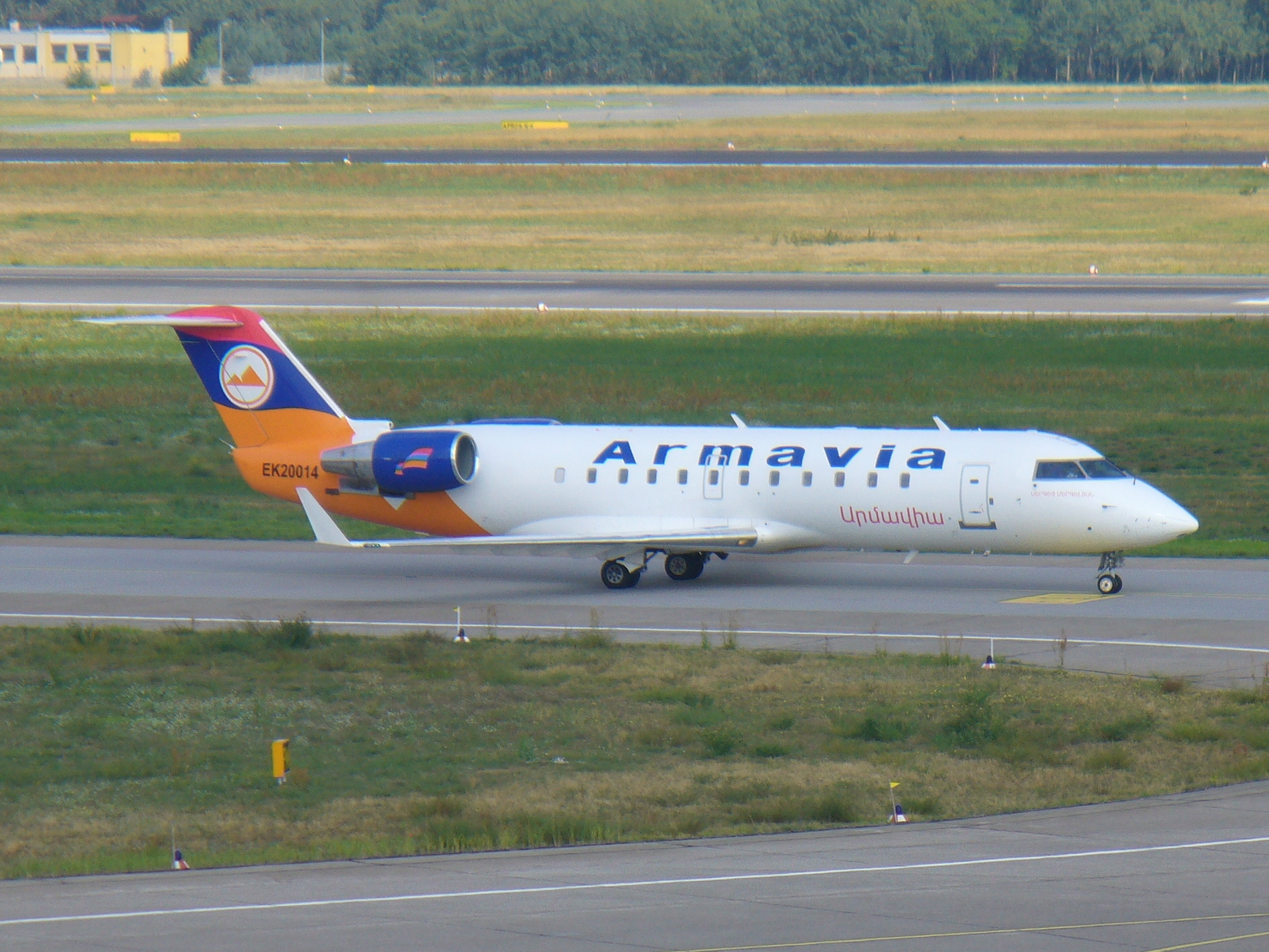
CRJ200 in livrea Armavia.

- 1 Airbus A319-CJ (EK-RA01 "VIP" (operato per il Governo di Armenia)
- 3 Airbus A319-132 (EK-32007 (Victor Hambartzumyan), EK-32011 (Mika), EK-32012 (Armenak Khanperyants))
- 3 Airbus A320 (EK-32005 (Hovhannes Aivazovsky), EK-32006, EK-32008 (Aram Khachatryan))
- 1 Bombardier CRJ-200LR (EK-20014)
- 1 Sukhoi Superjet 100-95 (EK-95015 "Jurij Gagarin")[12]
- 1 Yakovlev Yak-42D VIP (EK-42470 "VIP" (operato per il Governo di Armenia e per i voli business))

### Flotta storica
- Antonov An-24
- ATR 42-320[13]
- Boeing 737-300
- Tupolev Tu-134
- Tupolev Tu-154
- Ilyushin Il-86
- Yakovlev Yak-40[14]

## Incidenti
- Il 3 maggio 2006 il volo di linea Armavia 967 tra Erevan, Armenia e Soči, Russia, operato con un Airbus A320 marche EK-32009 si schiantò alle ore 02:15 (ora locale) durante un tentativo d'atterraggio all'aeroporto di Soči-Adler, a 7 km dalla pista aeroportuale. 8 membri dell'equipaggio, 99 adulti e 6 bambini persero la vita nell'incidente. Come causa principale della tragedia fu indicato un errore del pilota dovuto però alle cattive condizioni meteorologiche presenti al momento dell'incidente.[15][16]